# Gunnar Nielsen (attore)
Gunnar Nielsen (Stoccolma, 23 giugno 1919 – 9 gennaio 2009) è stato un attore svedese.
Fu attivo soprattutto negli anni quaranta, cinquanta e nei primi anni sessanta del '900.
Fu più volte diretto da Ingmar Bergman: La terra del desiderio (1947), Città portuale (1948), Sete (1949), Sorrisi di una notte d'estate (1955) e Alle soglie della vita (1958).